# Voievodatul Podlasia

Voievodatul Podlasia (poloneză: województwo podlaskie) este o regiune administrativă în nord-estul Poloniei la granița cu Belarus și cu Regiunea Kaliningrad din Federația Rusă. Capitala voievodatului este orașul Białystok.

## Orașe
Voievodatul conține 40 de orașe. Acestea sunt listate mai jos în ordinea populației.
| 1. Białystok (296 310) 2. Suwałki (69 543) 3. Łomża (62 716) 4. Augustów (30 394) 5. Bielsk Podlaski (25 938) 6. Zambrów (22 219) 7. Grajewo (22 181) 8. Hajnówka (21 185) 9. Sokółka (18 510) 10. Łapy (15 786) 11. Siemiatycze (14 652) 12. Wasilków (10 781) 13. Kolno (10 464) 14. Mońki (10 145) 15. Czarna Białostocka (9 511) 16. Wysokie Mazowieckie (9 427) 17. Choroszcz (5 818) 18. Dąbrowa Białostocka (5 697) 19. Sejny (5 554) 20. Ciechanowiec (4 753) 21. Supraśl (4 643) 22. Brańsk (3 800) 23. Szczuczyn (3 442) 24. Michałowo (3 107) 25. Knyszyn (2 844) 26. Czyżew (2 639) 27. Zabłudów (2 497) 28. Krynki (2 470) 29. Lipsk (2 411) 30. Stawiski (2 303) 31. Szepietowo (2 254) 32. Suchowola (2 222) 33. Nowogród (2 171) 34. Drohiczyn (2 055) 35. Tykocin (2 002) 36. Goniądz (1 862) 37. Jedwabne (1 653) 38. Rajgród (1 609) 39. Kleszczele (1 308) 40. Suraż (988) |

1. ↑   https://www.gov.pl/web/uw-podlaski/wojewoda-podlaski-jacek-brzozowski2 Lipsește sau este vid: |title= (ajutor)